# Freie-Partie-Europameisterschaft der Junioren 1997/98

Logo CEB (ausrichtender Verband)

Die Freie-Partie-Europameisterschaft der Junioren 1997 war das 22. Turnier in dieser Disziplin des Karambolagebillards und fand vom 12. bis zum 14. Dezember 1997 in Lichtenvoorde statt. Die Meisterschaft zählte zur Saison 1997/98.

## Geschichte
Sven Daske ist nach Fabian Blondeel und Martin Horn der dritte Deutsche der die Junioren-EM in der Freien Partie gewinnen konnte. Platz zwei ging an den Niederländer Dave Christiani vor dem Franzosen Fabien Canonne, der Dritter wurde.

## Modus
Gespielt wurde eine Vorrunde im Round-Robin-Modus, danach eine Knock-out-Runde  bis 300 Punkte oder 20 Aufnahmen.
Platzierung in den Tabellen bei Punktgleichheit:
1. MP = Matchpunkte
2. GD = Generaldurchschnitt
3. HS = Höchstserie

## Vorrunde
| Abschlusstabelle Gruppe A | Abschlusstabelle Gruppe A | Abschlusstabelle Gruppe A | Abschlusstabelle Gruppe A | Abschlusstabelle Gruppe A | Abschlusstabelle Gruppe A | Abschlusstabelle Gruppe A | Abschlusstabelle Gruppe A | Abschlusstabelle Gruppe A |
| Platz                     | Name                      | MP                        | Pkte                      | Aufn.                     | GD                        | BED                       | HS                        |                           |
| ------------------------- | ------------------------- | ------------------------- | ------------------------- | ------------------------- | ------------------------- | ------------------------- | ------------------------- | ------------------------- |
| 1                         | Dave Christiani           | 6:0                       | 900                       | 11                        | 81,81                     | 100,00                    | 290                       |                           |
| 2                         | Sven Daske                | 4:2                       | 606                       | 12                        | 50,50                     | 150,00                    | 274                       |                           |
| 3                         | Tejs Tafdrup              | 2:4                       | 710                       | 15                        | 47,33                     | 30,00                     | 226                       |                           |
| 4                         | Christoph Oberberger      | 0:6                       | 52                        | 20                        | 2,60                      | -                         | 20                        |                           |

| Abschlusstabelle Gruppe B | Abschlusstabelle Gruppe B | Abschlusstabelle Gruppe B | Abschlusstabelle Gruppe B | Abschlusstabelle Gruppe B | Abschlusstabelle Gruppe B | Abschlusstabelle Gruppe B | Abschlusstabelle Gruppe B | Abschlusstabelle Gruppe B |
| Platz                     | Name                      | MP                        | Pkte                      | Aufn.                     | GD                        | BED                       | HS                        |                           |
| ------------------------- | ------------------------- | ------------------------- | ------------------------- | ------------------------- | ------------------------- | ------------------------- | ------------------------- | ------------------------- |
| 1                         | Fabien Canonne            | 6:0                       | 900                       | 18                        | 50,00                     | 75,00                     | 282                       |                           |
| 2                         | Esteve Mata               | 4:2                       | 780                       | 23                        | 33,91                     | 50,00                     | 275                       |                           |
| 3                         | Vladislav Tauterman       | 2:4                       | 425                       | 28                        | 15,17                     | 20,00                     | 199                       |                           |
| 4                         | Brice Briére              | 0:6                       | 177                       | 25                        | 7,08                      | -                         | 50                        |                           |

| Abschlusstabelle Gruppe C | Abschlusstabelle Gruppe C | Abschlusstabelle Gruppe C | Abschlusstabelle Gruppe C | Abschlusstabelle Gruppe C | Abschlusstabelle Gruppe C | Abschlusstabelle Gruppe C | Abschlusstabelle Gruppe C | Abschlusstabelle Gruppe C |
| Platz                     | Name                      | MP                        | Pkte                      | Aufn.                     | GD                        | BED                       | HS                        |                           |
| ------------------------- | ------------------------- | ------------------------- | ------------------------- | ------------------------- | ------------------------- | ------------------------- | ------------------------- | ------------------------- |
| 1                         | Gunther Vastré            | 6:0                       | 900                       | 11                        | 81,81                     | 100,00                    | 278                       |                           |
| 2                         | Johan Loncelle            | 4:2                       | 658                       | 16                        | 41,12                     | 75,00                     | 266                       |                           |
| 3                         | Emanuel Lefranc           | 2:4                       | 514                       | 21                        | 24,47                     | 21,42                     | 124                       |                           |
| 4                         | Tamás Szolnoki            | 0:6                       | 335                       | 24                        | 13,95                     | -                         | 50                        |                           |

| Abschlusstabelle Gruppe D | Abschlusstabelle Gruppe D | Abschlusstabelle Gruppe D | Abschlusstabelle Gruppe D | Abschlusstabelle Gruppe D | Abschlusstabelle Gruppe D | Abschlusstabelle Gruppe D | Abschlusstabelle Gruppe D | Abschlusstabelle Gruppe D |
| Platz                     | Name                      | MP                        | Pkte                      | Aufn.                     | GD                        | BED                       | HS                        |                           |
| ------------------------- | ------------------------- | ------------------------- | ------------------------- | ------------------------- | ------------------------- | ------------------------- | ------------------------- | ------------------------- |
| 1                         | René Liere                | 6:0                       | 900                       | 21                        | 42,85                     | 50,00                     | 241                       |                           |
| 2                         | Thomas Schioler           | 4:2                       | 790                       | 30                        | 26,33                     | 33,33                     | 161                       |                           |
| 3                         | Stéphane Libert           | 2:4                       | 546                       | 28                        | 19,50                     | 30,00                     | 101                       |                           |
| 4                         | Ludek Rehurek             | 0:6                       | 496                       | 31                        | 16,00                     | -                         | 190                       |                           |

## Finalrunde
|  | Viertelfinale 300/20 | Viertelfinale 300/20  |                      |                      | Halbfinale 300/20    | Halbfinale 300/20   |  |  | Finale 300/20 | Finale 300/20 |
|  |                      |                       |                      |                      |                      |                     |  |  |               |               |
|  |                      |                       |                      |                      |                      |                     |  |  |               |               |
|  | Dave Christiani      | 2:0/300(2)/150,00/286 |                      |                      |                      |                     |  |  |               |               |
|  | Dave Christiani      | 2:0/300(2)/150,00/286 |                      |                      |                      |                     |  |  |               |               |
|  | Thomas Schioler      | 0:2/42(2)/21,00/42    |                      |                      |                      |                     |  |  |               |               |
|  | Thomas Schioler      | 0:2/42(2)/21,00/42    | Dave Christiani      | 2:0/300(5)/60,00/253 |                      |                     |  |  |               |               |
|  |                      |                       | Dave Christiani      | 2:0/300(5)/60,00/253 |                      |                     |  |  |               |               |
|  |                      | Esteve Mata           | 0:2/235(5)/47,00/205 |                      |                      |                     |  |  |               |               |
|  | Gunther Vastré       | Esteve Mata           | 0:2/235(5)/47,00/205 | 0:2/5(3)/1,66/4      |                      |                     |  |  |               |               |
|  | Gunther Vastré       |                       |                      | 0:2/5(3)/1,66/4      |                      |                     |  |  |               |               |
|  | Esteve Mata          | 2:0/300(3)/100,00/298 |                      |                      |                      |                     |  |  |               |               |
|  |                      |                       | Dave Christiani      | 0:2/63(4)/15,75/43   |                      |                     |  |  |               |               |
|  |                      |                       |                      | Sven Daske           | 2:0/300(4)/75,00/226 |                     |  |  |               |               |
|  | Fabien Canonne       | 2:0/300(3)/100,00/298 |                      |                      |                      |                     |  |  |               |               |
|  | Johan Loncelle       | 0:2/111(3)/37,00/94   |                      |                      |                      |                     |  |  |               |               |
|  | Johan Loncelle       | 0:2/111(3)/37,00/94   | Fabien Canonne       | 0:2/254(8)/31,75/143 |                      |                     |  |  |               |               |
|  |                      |                       | Fabien Canonne       | 0:2/254(8)/31,75/143 | Spiel um Platz 3     |                     |  |  |               |               |
|  |                      | Sven Daske            | 2:0/300(8)/37,50/186 |                      |                      |                     |  |  |               |               |
|  | René Liere           | Sven Daske            | 2:0/300(8)/37,50/186 | 0:2/235(6)/39,16/195 | Esteve Mata          | 0:2/125(6)/20,83/94 |  |  |               |               |
|  | René Liere           |                       |                      | 0:2/235(6)/39,16/195 | Esteve Mata          | 0:2/125(6)/20,83/94 |  |  |               |               |
|  | Sven Daske           | 2:0/300(6)/50,00/290  |                      | Fabien Canonne       | 2:0/300(6)/50,00/277 |                     |  |  |               |               |
|  | Sven Daske           | 2:0/300(6)/50,00/290  |                      |                      | 2:0/300(6)/50,00/277 |                     |  |  |               |               |
|  |                      |                       |                      |                      |                      |                     |  |  |               |               |

## Endergebnis
| MP    | Match Points (Sieger = 2; Unentschieden = 1; Verlierer = 0) |
| Pkte. | Erzielte Karambolagen                                       |
| Aufn. | Benötigte Versuche                                          |
| GD    | Generaldurchschnitt                                         |
| BED   | Bester Einzeldurchschnitt eines Spielers                    |
| HS    | Höchstserie                                                 |
|       | Bester GD des Turniers                                      |
|       | Bester ED des Turniers                                      |
|       | Beste HS des Turniers                                       |
|       | 1. Platz (Gold)                                             |
|       | 2. Platz (Silber)                                           |
|       | 3. Platz (Bronze)                                           |

| Platz                      | Name                 | MP   | Pkte | Aufn. | GD    | BED    | HS  |
| -------------------------- | -------------------- | ---- | ---- | ----- | ----- | ------ | --- |
| 1                          | Sven Daske           | 10:2 | 1506 | 30    | 50,20 | 150,00 | 290 |
| 2                          | Dave Christiani      | 10:2 | 1563 | 22    | 71,04 | 150,00 | 290 |
| 3                          | Fabien Canonne       | 10:2 | 1754 | 35    | 50,11 | 100,00 | 298 |
| 4                          | Esteve Mata          | 6:6  | 1440 | 37    | 38,91 | 100,00 | 298 |
| 5                          | Gunther Vastré       | 6:2  | 905  | 14    | 64,64 | 100,00 | 278 |
| 6                          | René Liere           | 6:2  | 1135 | 27    | 42,03 | 50,00  | 241 |
| 7                          | Johan Loncelle       | 4:4  | 769  | 19    | 40,47 | 75,00  | 266 |
| 8                          | Thomas Schioler      | 4:4  | 832  | 32    | 26,00 | 33,33  | 161 |
| 9                          | Tejs Tafdrup         | 2:4  | 710  | 15    | 47,33 | 30,00  | 226 |
| 10                         | Emanuel Lefranc      | 2:4  | 514  | 21    | 24,47 | 21,42  | 124 |
| 11                         | Stéphane Libert      | 2:4  | 546  | 28    | 19,50 | 30,00  | 101 |
| 12                         | Vladislav Tauterman  | 2:4  | 425  | 28    | 15,17 | 20,00  | 199 |
| 13                         | Ludek Rehurek        | 0:6  | 496  | 31    | 16,00 | -      | 190 |
| 14                         | Tamás Szolnoki       | 0:6  | 335  | 24    | 13,95 | -      | 50  |
| 15                         | Brice Briére         | 0:6  | 177  | 25    | 7,08  | -      | 50  |
| 16                         | Christoph Oberberger | 0:6  | 52   | 20    | 2,60  | -      | 20  |
| Turnierdurchschnitt: 32,25 |                      |      |      |       |       |        |     |